# Žerdevka
Žerdevka è una città della Russia europea sudoccidentale, situata  sul fiume Savala, 128 km a sud del capoluogo Tambov, presso il confine con la oblast' di Voronež; è il capoluogo amministrativo del rajon (distretto) Žerdevskij.
La città fu fondata nel 1954 dall'unione, sotto una stessa unità amministrativa, di un insediamento sorto presso una stazione ferroviaria, di un piccolo insediamento annesso ad un importante zuccherificio e del villaggio di Čibizovka.
La nuova città riprese il nome della stazione ferroviaria (aperta al traffico nel 1869), che venne chiamata Žerdevka dal nome di un vicino (8 km) villaggio agricolo; a sua volta, questo venne così denominato in onore di uno dei fondatori, F. T. Žerdev.

## Società

### Evoluzione demografica
Fonte: mojgorod.ru
- 1959: 15.300
- 1979: 18.500
- 1989: 19.200
- 2000: 18.500
- 2008: 15.500